# Rahman Hanku
Rahman Hanku war ein albanischer Politiker der Partei der Arbeit Albaniens (Partia e Punës e Shqipërisë PPSh), der unter anderem zwischen 1958 und 1990 Mitglied der Volksversammlung (Kuvendi Popullor) sowie von 1972 bis 1982 Bauminister war.

## Leben
Rahman Hanku engagierte sich während des Zweiten Weltkrieges als Partisan in der Nationalen Befreiungsbewegung (Lëvizja Nacional-Çlirimtare). Nach der Gründung der Sozialistischen Volksrepublik Albanien (Republika Popullore Socialiste e Shqipërisë) am 24. Mai 1944 übernahm er verschiedene Aufgaben im Partei- und Staatsapparat. Auf dem 3. Parteitag (25. Mai bis 3. Juni 1956) wurde er zunächst Kandidat des Zentralkomitees (ZK)  der  Partei der Arbeit Albaniens (Partia e Punës e Shqipërisë PPSh). Er wurde bei den Wahlen am 1. Juni 1958 zum Mitglied der Volksversammlung (Kuvendi Popullor) gewählt und gehörte dieser von der vierten bis zum Ende der elften Legislaturperiode vom 21. Juni 1958 bis zum 13. November 1990 an. Er vertrat in der Volksversammlung den Kreis Dibra. Er fungierte bis 1972 als Vize-Bauminister und war Mitglied des Ausschusses der Volksversammlung für Industrie, Bergbau und Bauwesen. Auf dem 5. Parteitag (1. November bis 8. November 1966) wurde er Mitglied des ZK der PPSh.
Hanku wurde als dienstältester Vize-Bauminister im November 1972 als Nachfolger des wegen seiner angegriffenen Gesundheit zurückgetretenen Shinasi Dragoti Bauminister im fünften Kabinett Shehu. Im sechsten Kabinett Shehu übernahm er am 30. Oktober 1974 auch weiterhin das Amt des Bauministers (Ministër i Ndërtimit Komunale). Das Amt des Bauministers hatte er im Anschluss vom 27. Dezember 1978 bis zum 14. Januar 1982 auch im siebten Kabinett Shehu sowie zwischen dem 15. Januar 1982 und dem 22. November 1982 im ersten Kabinett Çarçani inne. Er war des Weiteren zwischen Oktober 1976 und November 1976 Vorsitzender des Exekutivkomitees des Kreises Saranda. Nach seinem Ausscheiden aus der Regierung wurde er Mitglied des Präsidiums der Volksversammlung und nahm als solcher im Januar 1989 als Vertreter Albaniens an den Feierlichkeiten zum 30. Jahrestag der Kubanischen Revolution teil.